# Dominika na Letnich Igrzyskach Olimpijskich 2008
Dominikę na Letnich Igrzyskach Olimpijskich 2008 reprezentowało 2 zawodników. Obaj startowali w lekkoatletyce.
Był to czwarty start reprezentacji Dominiki na letnich igrzyskach olimpijskich.

## Wyniki reprezentantów Dominiki

### Lekkoatletyka
Mężczyźni
| Zawodnik        | Konkurencja  | Bieg eliminacyjny | Bieg eliminacyjny | Ćwierćfinał                  | Ćwierćfinał                  | Półfinał                     | Półfinał                     | Finał                        | Finał                        | Miejsce                      |
| Zawodnik        | Konkurencja  | Wynik             | Miejsce           | Wynik                        | Miejsce                      | Wynik                        | Miejsce                      | Wynik                        | Miejsce                      | Miejsce                      |
| --------------- | ------------ | ----------------- | ----------------- | ---------------------------- | ---------------------------- | ---------------------------- | ---------------------------- | ---------------------------- | ---------------------------- | ---------------------------- |
| Chris Lloyd     | bieg na 200m | 20.90             | 33                | Odpadł z dalszej rywalizacji | Odpadł z dalszej rywalizacji | Odpadł z dalszej rywalizacji | Odpadł z dalszej rywalizacji | Odpadł z dalszej rywalizacji | Odpadł z dalszej rywalizacji | Odpadł z dalszej rywalizacji |
| Erison Hurtault | bieg na 400m | 46.10             | 34                | Odpadł z dalszej rywalizacji | Odpadł z dalszej rywalizacji | Odpadł z dalszej rywalizacji | Odpadł z dalszej rywalizacji | Odpadł z dalszej rywalizacji | Odpadł z dalszej rywalizacji | Odpadł z dalszej rywalizacji |